# Manifestația Unite the Right
Manifestația Unite The Right, cunoscută și sub denumirea de Protestul din Charlottesville sau Revoltele din Charlottesville, a fost o manifestație supremațistă și naționalistă care a avut loc în Charlottesville, Virginia în perioada 11-12 august 2017. Protestatarii erau membri ai grupurilor de extremă-drepta; printre aceștia se regăseau adepți ai mișcării alt-right, neoconfederați, membri KKK, neonaziști și indivizi din diverse miliții. Aceștia au scandat sloganuri rasiste și antisemite, erau înarmați cu puști semiautomate, purtau svastice, simboluri naziste (precum Crucea de Fier, Schwarze Sonne, runa Odal, Valknut), steaguri confederate, crucifixuri cu însemnul Deus Vult, respectiv diverse drapele și simboluri utilizate de diverse grupuri antisemite și islamofobe. În zona Charlottesville, protestul este cunoscut drept A12 sau 8/12. Scopul acestuia, conform organizatorilor, era acela de a uni mișcarea naționalistă albă din Statele Unite și de a opri îndepărtarea statuii lui Robert E. Lee din Parcul Emancipation.
Manifestația a fost organizată într-o perioadă în care a avut loc îndepărtarea a numeroase monumente confederate în întreaga țară ca urmare a atentatului din Charleston din 2015. Odată intrați în conflict cu contraprotestatarii, evenimentele au degenerat. Peste 30 de persoane au avut nevoie de îngrijiri medicale. În dimineața zilei de 12 august, guvernatorul statului Virginia, Tery McAuliffe, a declarat stare de urgență, afirmând că siguranța publică nu putea fi asigurată fără forțe suplimentare. O oră mai târziu, poliția statului a declarat că manifestația este ilegală. În jurul 13:45, un supremațist a trat cu mașina într-un grup de contraprotestatari la aproximativ 0.8km depărtare de locul protestului; Heather Heyer și-a pierdut viața, iar alte 19 persoane au fost rănite. Presupusul atacator, James Alex Fields Jr., a fost arestat și pus sub acuzare de crimă de gradul al II-lea. În decembrie 2017, statutul crimei săvârșite a fost modificat în crimă de gradul I. Jeff Sessions, procurorul general, a descris atacul drept terorism domestic, iar autoritățile au început o investigație. Pe 27 iunie 2013, James Alex Fields Jr. a fost pus sub acuzare pentru săvârșirea a diverse crime de incitare la ură.
Remarcile președintelui Donald Trump cu privire la Charlottesville au primit numeroase critici negative. În prima sa declarație, Trump nu a denunțat explicit faptele naționaliștilor albi, cu a condamnat „ura, bigotismul și violența ambelor părți”. Declarația sa, pe care a susținut-o de fiecare dată când a fost atacată, a fost considerată de critici ca fiind o echivalare morală a actelor celor două grupuri implicate: supremaciștii albi și antifasciștii; în același timp, criticii l-au suspectat pe Trump că simpatizează ideile supremațiste. Comitetul Național Republican a condamnat evenimentele din Charlottesville, declarându-și repulsia față de demonstrațiile supremaciștilor și au cerut anchetarea acestora. Manifestația și conflictele au generat numeroase reacții în întreaga țară. În unele cazuri, conturile financiare și sociale ale unor participanți au fost suspendate, iar evenimentele organizate de diferite universități au fost anulate. Utilizatori Twitter și Facebook au inițiat campanii pe platformele de socializare care aveau ca scop identificarea și denunțarea în mod public a participanților la marș; ca urmare a acestei campanii, numeroși indivizi au fost discreditați de comunitatea online, unii dintre ei fiind chiar concediați.
Participanții Unite the Right plănuiesc să organizeze un protest aniversar în perioada 11-12 august 2018, în Washington D.C. La fel ca și în Charlottesville, se preconizează proteste uriașe din partea organizațiilor religioase, grupurilor care militează pentru drepturile civile și antifasciștilor

## Istoric

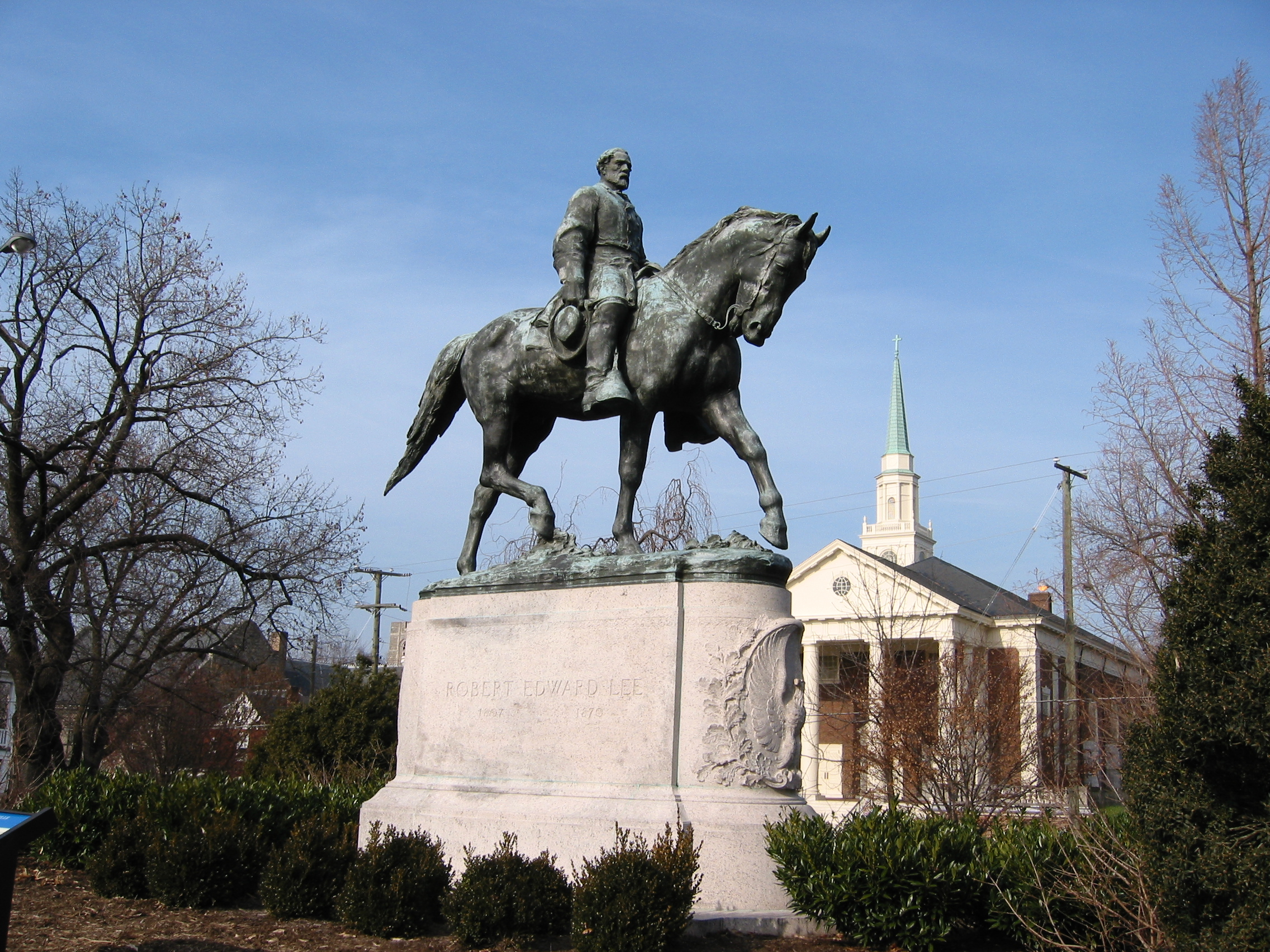
Decizi de înlăturare a statuii lui Robert E. Lee din Charlottesville, Virginia (în imagine) a reprezentat cauza principală a protestului.

Ca urmare a atentatului din Charleston în 2015, în întreaga țară s-au depus eforturi de îndepărtare a monumentelor confederate din spațiile publice și redenumirea străzilor care poartă numele unor figuri confederate. În unele cazuri, au existat reacții din partea unor cetățeni care doreau să-și protejeze moștenirea culturală. Manifestația din 11-12 august a fost organizată ca urmare a anunțului că statuia generalului Robert E. Lee din Parcul Emancipation (parc al cărui nume era Parcul Lee până în iunie 2016) urmează să fie îndepărtată. Evenimentul a fost organizat de Jason Kessler, dedicat cauzei încă din martie 2016 când viceprimarul orașului Charlottesville,Wes Bellamy, a declarat în timpul unei conferințe că statuia ar trebui eliminată, Kessler, care-l caracterizează pe Bellamy ca fiind „împotriva albilor”, a expus o serie de tweet-uri ofensatoare publicate de viceprimar cu câțiva ani în urma. Cu toate că nu a fost concediat din această cauză, Bellamy a părăsit funcția din Virginia Board of Education și și-a cerut scuze pentru postările sale.
Kessler a precizat că și redenumirea parcului a reprezentat un motiv pentru protest.

### Protestele din vara anului 2017
Pe 13 mai 2017, supremațistul Richard Spencer a organizat un protest în Charlottesville. Aceștia au manifestat împotriva planului de înlăturare a statuii lui Lee. Participanții la eveniment au fost înarmați cu torțe, iar contraprotestatarii au organizat o contrademonstrație cu lumânări în aceeași noapte.
Organizația Ku Klux Klan a organizat un alt protest în  Charlottesville pe 8 iulie. În jur de 50 de membri și 1.000 de contraprotestatari s-au adunat pentru manifestație; membrii KKK au părăsit parcul după aproximativ 45 de minute. Charlottesville Clercy Collective a creat un „safe space” în cadrul Bisericii Metodiste, spațiu utilizat de peste 600 de persoane.

### Protestatarii
Printre grupurile de extremă-dreapta implicate în organizarea marșului erau membrii site-ului The Daily Stormer, The Right Stuff, National Policy Institute și alte patru grupuri din National Front: neoconfederații din League of the South, neonaziștii din Traditionalist Workers Party, Vanguard America și National Socialist Movement. Alte grupuri participante au fost Ku Klux Klan (mai precis fracțiunea Loyal White Knights), Fraternal Order of Alt-Knights, Identity Evropa, Rise Above Movement, American Guard, Detroit Right Wings, True Cascadia, ARM and Hammer Brothers și Anti-Communist Action.
Din cadrul acestor grupuri, au fost prezente persoane publice precum directorul National Policy Institute, Richard Spencer, Baked Alaska, Augustus Sol Invictus, fostul lider al Ku Klux Klan, David Duke, liderul Identity Evropa, Nathan Damigo, liderul Traditionalist Workers Party, Matthew Heimbach, fondatorul Right Stuff, Mike Enoch, Eric Striker din redacția The Daily Stormer, fondatorul și liderul League of the South, Michael Hill, fondatorul și gazda Red Ice, Henrik Palmgren, comentatorul The Rebel Media, comentatorul Faith Goldy, gazda Right Side Broadcasting Network, Nick Fuentes, youtuberul James Allsup, editorul AltRight.com, Daniel Friberg, fostul director tehnic al Business Insider, Pax Dickinson, blogger-ul Right Stuff, Johnny Monoxide, redactorii The Daily Stormer, Robert "Azzmador" Ray și Gabriel "Zeiger" Sohier-Chaput, organizatorul protestului, Jason Kessler și gazda Radical Agenda, Christopher Cantwell. Gavin McInnes, liderul grupului Proud Boys, a fost invitat, însă a refuzat deoarece nu dorește să fie „asociat cu neonaziști”. În luna iunie, McInnes a declarat că „trebuie să ne distanțăm de ei”, însă reacțiile au fost atât de negative în rândul mișcării alt-right încât declarația a fost retrasă.
Airbnb au anulat o serie de rezervări și conturi când au aflat că sunt utilizate de participanții la manifestație, declarând că pentru a avea acces la serviciile lor, utilizatorii să „accepte oamenii indiferent de rasă, religie, origine, etnicitate, invaliditate, sex, gen, orientare sexuală sau vârstă”.

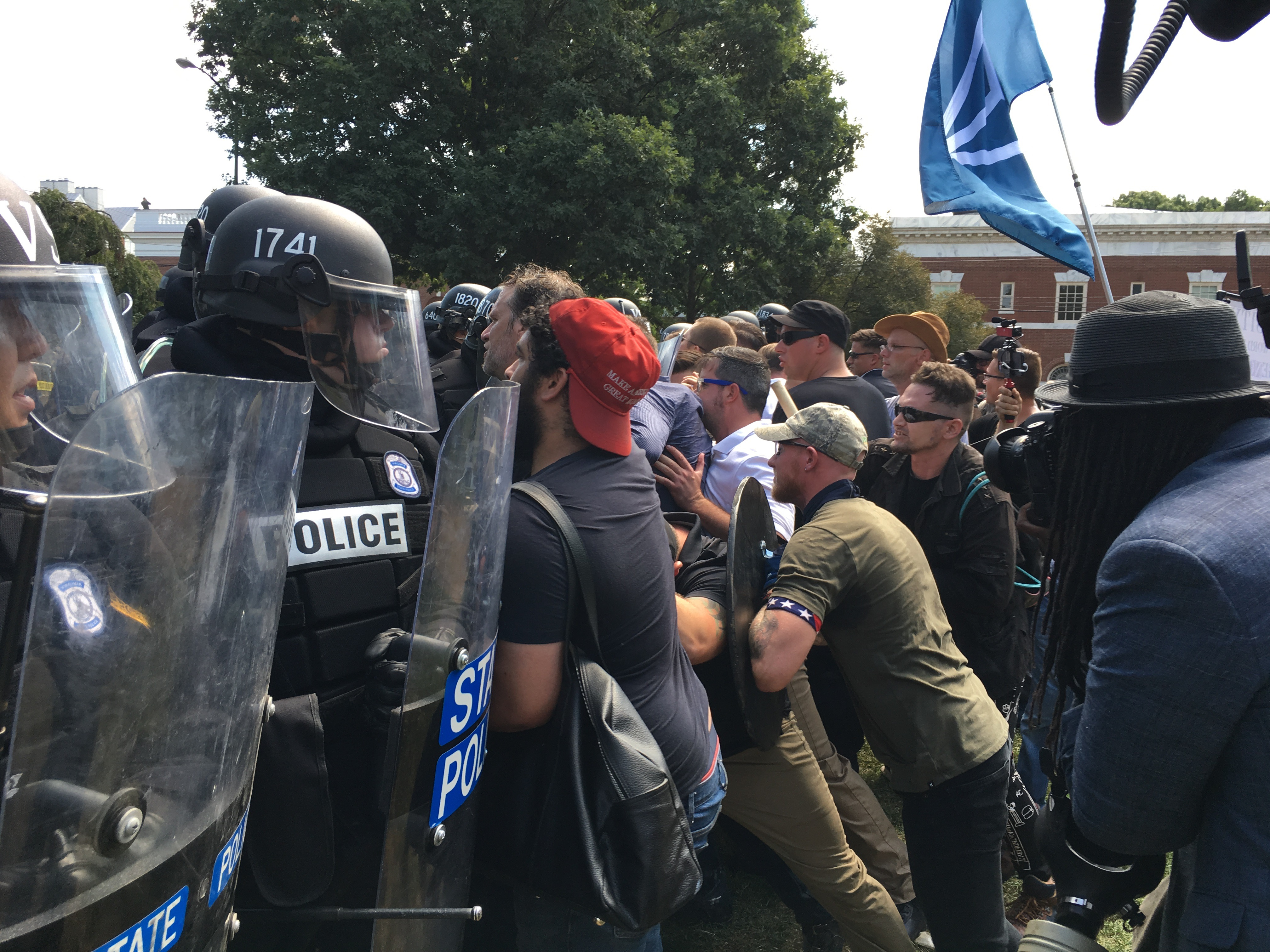
Naționaliștii în conflictul cu forțele de ordine.

### Milițiile
Numeroase grupuri de miliții înarmate au fost prezente la protest cu scopul de a proteja drepturile garantate de Primul Amendament din Constituție. grupurile implicate erau Pennsylvania Light Foot Militia, New York Light Foot Militia, Virginia Minutemen Militia, Oath Keepers și 3 Percenters.

### Contraprotestatarii
Deși contraprotestatarii s-au unit împotriva supremațismului alb, aceștia erau caracterizați de o diversitate de credințe ideologice, tactici și scopuri politice. O mare parte din ei erau locuitori din Charlottesville care voiau să protesteze împotriva grupurilor neonaziste. Înainte de manifestație, o gamă largă de „organizații religioase, organizații pentru drepturile civile, întreprinderi locale și studenți și profesori din cadrul Universității din Virginia” au plănuit organizarea unui contraprotest. În iulie 2017, clerul din Charlottesville au chemat mii de membri să participe la manifestație. Grupurile care au protestat împotriva mișcărilor supremațiste au fost National Council of Churches, Black Lives Matter, Anti-Racist Action, Democratic Socialists of America, Workers World Party, Revolutionary Communist Party, Refuse Fascism, Redneck Revolt, Industrial Workers of the World, Metropolitan Anarchist Coordinating Council și Showing Up for Racial Justice. De asemenea, membri Antifa au fost prezenți la manifestație.

### Pregătirile locale
Pe 4 august, președintele Universității, Teresa Sullivan, a trimis un e-mail studenților și profesorilor în care aceasta îi îndemna să nu participe pe 12 august la manifestație și să evite confruntările fizice. Centrul Medical al Universității Virginia a anulat toate operațiile și au activat preventiv planul de urgență. Fiind conștienți de posibilitatea unor conflicte violente, Muzeul Discovery din Virginia și unele întreprinderi din centrul orașului și-au suspendat activitatea pe parcursul protestului.
Însărcinat cu asigurarea securității publice în Virginia, Brian Moran, a declarat că statul a transmis câteva recomandări privind securitatea consiliului local printre care interzicerea armelor și bastoanelor și blocarea traficului în zona. Totuși, orașul nu a aplicat aceste restricții; administratorul Maurice Jones a precizat că ordonanțele locale făceau imposibilă aplicarea sugestiilor date de oficiali.

## Desfășurarea evenimentelor

### Obținerea autorizației și procesul
Organizatorul Jason Kessler și-a dorit ca evenimentul să aibă loc în Parcul Emancipation, însă consiliul local - printre care primarul Michael Signer, administratorul local Maurice Jones și șeful poliției Al Thomas - a decis că vor elibera autorizația doar dacă acesta este mutat în Parcul McIntire. Oficialii au precizat că decizia a fost motivată de problemele logistice și de securitate pe care le implică organizarea unui protest în zona Parcului Emancipation, aflat în apropiere de centrul orașului. Kessler a refuzat să accepte modificarea, însă consiliul l-a ignorat și a anunțat că evenimentul va avea loc în Parcul McIntire. Decizia a fost lăudată de Downtown Business Association of Charlottesville.
Kessler, susținut de Institutul Rutherford și American Civil Liberties Union, a intentat un proces consiliului Charlottesville pentru încălcarea Primului Amendament. În seara zilei de 11 august, judecătorul Glen E. Conrad a acordat un ordin de urgență conform căruia Marșul Unite the Right poate fi organizat în Parcul Emancipation. Motivele din spatele deciziei erau următoarele: statuia lui Robert E. Lee - care reprezenta obiectivul protestului - era situată în Parcul Emancipation; necesitatea de a împărți resursele între cele două parcuri, atât pentru marș, cât și pentru manifestațiile antifasciste; iar decizia de a schimba locația marșului a fost cauzată de perspectivele organizatorului și nu de grija pentru siguranța publică. Decizi curții a fost lăudată de ACLU. Primarul Signer a emis o declarație în care preciza că „Deși Consiliul este dezamăgit de verdicul din seara aceasta, vom respecta decizia judecătorului. ... Șeful de poliție Thomas, echipa sa și sutele de oameni ai legii din orașul nostru vor avea ca scop protejarea centrului pe parcursul evenimentelor de mâine”. Pe 17 august, la câteva zile după marș, directorul executiv al ACLU a anunțat că „ACLU nu va mai apăra interesele grupurile înarmate care incită la ură”.
Înainte de marș, contraprotestatarii au reușit să obțină o autorizație care le permitea adunarea în Parcul McGuffey și Parcul Justice, ambele la mică distanță de Parcul Emancipation. Purtătorul de cuvânt al Consiliului Local Charlottesville, Miriam I. Dickler, a declarat ulterior că aceștia nu ar fi avut nevoie de autorizație pentru a protesta împotriva marșului din Parcul Emancipation.

### 11 August
În seara de vineri, 11 august, un grup de naționaliști - numărul lor este estimat între „câteva duzini” și „aproximativ 250” - s-au adunat în cadrul unui marș neanunțat (aceștia nu au fost sancționați de către consiliul local) prin campusul Universității din Virginia. Aceștia au mărșăluit către The Lawn scandând sloganuri supremațiste și naziste precum „White lives matter” (ro: Viețile albilor conteaza), „You will not replace us” (ro: Nu ne veți înlocui) și „Jews will not replace us” (ro: Evreii nu ne vor înlocui). (Despre sloganul „You will not replace us”, Anti-Defamation League a declarat că „reflectă un weltanschauung al supremațismului alb care ... consideră rasa albă ca fiind pe cale de dispariție din cauza unei presupuse „colorări la comandă a populației” controlate de către evreime”). Și sloganul nazist „Blood and Soil” (ro: Sânge și Pământ) a fost auzit în cadrul marșului. Grupul a fost compus în mare parte din bărbați albi, mulți dintre ei înarmați cu torțe tiki.
Lângă Rotunda, grupul a întâlnit un grup de aproximativ 30 de contraprotestatari, majoritatea studenți ai universității, care s-au așezat în jurul statuii lui Thomas Jefferson. Supremaciștii au înconjurat micul grup de manifestanți din jurul statuii, moment în care au început conflictele. Câteva persoane, atât protestatari, cât și contraprotestatari au fost atacate cu spray cu piper, în timp ce altele au avut nevoie de îngrijiri medicale pentru răni superficiale. Odată instalat haosul, naționaliștii au început să-i amenințe cu torțele pe manifestanți și chiar să le arunce spre ei. Poliția din Virginia a intervenit la scurt timp pentru a calma spiritele.
Între timp, clerul din zonă a organizat o chemare la rugăciune la Biserica Sf. Paul din University Avenue îndreptată împotriva marșului Unite the Right.
Ziarul local The Cavalier Daily a precizat că o parte din membri alt-right au jignit câțiva jurnaliști și membri ai comunității. Cei care au dorit să-i interogheze fie au fost agresați, fie li s-au adus injurii antisemite, homofobe și misogine. Primarul Michael Signer a condamnat mulțimea de admiratori ai extremei-drepte.

### 12 August
Protestatarii și contraprotestatarii s-au adunat în Parcul Emancipation înainte de inițierea activităților. Naționaliștii albi au început să scandeze din nou sloganuri supremațiste și naziste.
O parte din ei au flutural steaguri Confederate și alții au expus pancarte cu mesaje antisemite precum „the Goyim know” (ro: Goii știu) și „the Jewish media is going down” (ro: Mass-media evreiască se prăbușește). Protestatarii au strigat insulte rasiste și „evreu” în momentul în care primarul orașului Charlottesville, Michael Signer, a fost menționat; de asemenea, au fost fluturate steaguri naziste și pancarte cu mesaje precum „Jews are Satan's children” (ro: Evreii sunt copiii lui Satan). Propagandiștii The Daily Stormer, Robert „Azzmador” Ray și Gabriel Sohier-Chaput, au fost cei care au inițiat sloganul: „Gas the kikes, race war now” (ro: Gazați jidanii, război rasial acum). O parte din ei purtau șepcile roșii cu mesajul „Make America Great Again” din campania prezidențială a lui Donald Trump.
La început, contraprotestatarii au creat un grup interrasial și interconfesional de preoți care au început să se roage și să cânte melodii de pace precum „This Little Light of Mine”. Mai târziu, aceștia au început să scandeze sloganuri precum „Kill All Nazis” (ro: Ucide toți naziștii) și „punch a Nazi in the mouth” (ro: Lovește un nazist în gură). Grupul armat de stânga, Redneck Revolt, a postat pe propriul website-ul următorul mesaj: „Către toți fasciștii și toți cei care le sunt alături, ne vom întâlni în Virginia”. Cornel West, profesor al Universității Harvard, cel care a organizat o parte din contraproteste, a declarat că dacă nu ar fi fost anarhiștii și antifasciștii, peste 300, 350, grupul nostru format din 20 de persoane, majoritatea preoți, am fi fost zdrobiți. De asemenea, West a afirmat că neofasciștii dețineau propria muniție, fapt important de luat în considerare din moment ce majoritatea forțelor de ordine s-au retras.
Statul Virginia permite prin lege portul de armă în public, iar o mare parte din demonstranți erau înarmați, unii cu arme semiautomate. Acest lucru ridica dificultăți pentru poliția aflată la fața locului. Numeroși protestatari purtau scuturi, bastoane, armuri și căsti. Richard W. Preston, Imperial Wizard al Confederate White Knights of the Ku Klux Klan din statul Maryland, a fost suprins pe camerele video în timp ce trăgea cu un pistol în direcția lui Corey A. Long, un contramanifestant afro-american înarmat cu un generator de aerosol în flăcări. Preston a fost ulterior găsit vinovat de utilizarea unei arme de foc în apropierea unei școli. Long a fost acuzat de asalt și comportament turbulent; acesta așteaptă inițierea procesului.
DeAndre Harris, în vârsta de 20 de ani, fost asistent în domeniul psihopedagogiei speciale din Charlottesville, a fost bătut într-o parcare, moment surprins de fotografi și cameramani. Montajul prezintă un grup de șase persoane care îl atacă pe Harris cu bastoane, o țeavă de metal și plăci de lemn. Ca urmare a atacului, acesta a avut nevoie de suturi în zona capului, a suferit o comoție, a fost rănit la un genunchi, o suferit o fractură la una dintre încheieturi și a fost rănit la coloană. Atacul a fost investigat de poliția din Charlottesville, de cea statală și de FBI. Patru bărbați au fost arestați și acuzați vătămare corporală gravă. Doi dintre ei, Alex Michael Ramos și Jacob Scott Goodwin, au fost găsiți vinovați de către un juriu în Charlottesville. Un al treilea bărbat, Daniel P, Borden, a pledat vinovat. Cel de-al patrulea, Tyler Watkins Davis, își așteaptă procesul.

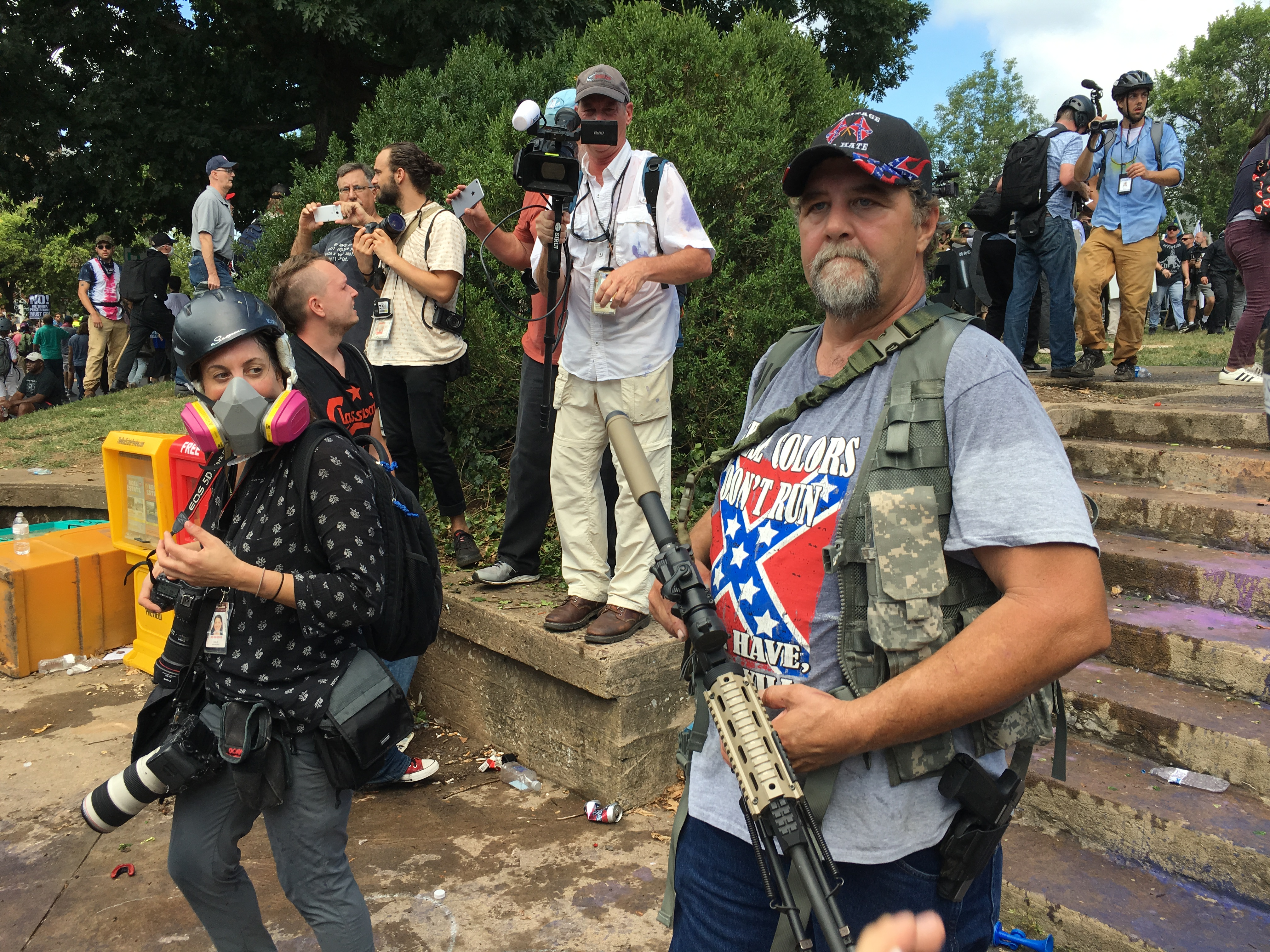
Un protestatar înarmat în cadrul Unite the Right.

Începând de dimineața, înainte de ora la care era programat marșul, „protestatarii și contraprotestatarii s-au înfruntat”; în cadrul conflictelor violente au fost utilizate sprayuri cu chimicale și au fost aruncate sticle de apă. Un număr estimat de 500 de demonstranți și peste o mie de contraprotestatari au fost la fața prezenți la fața locului. The Associated Press a precizat că „oamenii se loveau, strigau, lansau bombe cu fum, sticle de apă și au utilizat sprayuri cu chimicale”; în timp ce unii s-au implicat în conflicte, alții au încercat să evite haosul. Cel puțin 14 persoane au fost rănite în conflictele stradale. Patru mandate de arestare pe numele supremațistului Christopher Cantwell au fost eliberate după încheierea protestului; procurorii din Virginia l-au acuzat de „utilizare ilegală de gazului și provocarea de răni cu ajutorul unui agent caustic sau exploziv.” Jurnalistul The Hill, Taylor Lorenz, a declarat că a fost lovită de un contraprotestatar în timpul violențelor; un alt bărbat a fost surprins de camere lovind o femeie în timp ce mulțimea părăsea Parcul Emancipation. Ambii au fost arestați în aceeași zi și au fost găsiți vinovați de asalt.
Infanteristul Vasillios Pistolis, membru al grupului terorist Atomwaffen Division, a fost înregistrat în timp ce striga „White Lives Matter” și You will not replace us” alături de ceilalți protestatari; ulterior a descris pe un ton lăudăros modul în care a atracat o femeie trans cu un steag confederat. A fost judecat de curtea marțială a United States Marine Corps pentru încălcarea ordinelor și fals în declarații în iunie 2018.
La ora 11:00, consiliul  Charlottesville a declarat stare de urgență. O oră mai târziu, guvernatorul statului Virginia, Terry McAuliffe, a declarat stare de urgență la nivel de stat și a precizat că „este evident acum că siguranța publică nu poate fi asigurată fără forțe suplimentare și că majoritatea protestatarilor din alte state au venit în Virginia să pună viața cetățenilor și proprietățile în pericol. Sunt dezgustat de ura, bigotismul și violența pe care acești demonstranți au adus-o în statul nostru”.
Poliția statală a declarat prin intermediul megafoanelor cu câteva minute înainte de începerea activităților că adunarea este ilegală și au evacuat zona. Ca urmare a acestei acțiuni „un număr de aproape 100 de protestatari de extremă-dreapta” s-au deplasat spre Parcul McIntire la 3km depărtare. Aici au avut loc o serie de discursuri programate pentru evenimentul „Unite the Right”.

### Accidentul aviatic
În jurul orei 16:40, pe 12 august, un elicopter Bell 407 aflat în proprietatea poliției statale din Virginia, s-a prăbușit la 11km sud-vest de Aeroportul Charlottesville-Albemarle. În urma incidentului, doi polițisti și-au pierdut viața. Locotenentul H. Jay Cullen, 48 de ani, din Midlothian, Virginia, și Berke M.M.Bates, 40 de ani, din Quinton, Virginia, se îndreptau spre oraș unde trebuiau să sprijine trupele de la sol în asigurarea securității. Prăbușirea este investigată de Federal Aviation Administration, National Transportation Safety Board și Poliția Statală Virginia.
Raportul preliminar al NTSB nu a dezvăluit cauza prăbușirii, însă a exclus posibilitatea c elicopterul să se fi ciocnit cu o pasăre sau un alt aparat de zbor. S-a precizat că un aparat identic a fost implicat într-un accident aviatic în 2010, însă nu s-au găsit legături între cele două evenimente. Raportul final va fi încheiat în 12-18 luni.

## Moartea lui Heyer

### Atacul
După anularea marșului în jurul orei 13:45, un individ pe nume James Alex Fields Jr. a intrat cu mașina într-un grup de contraprotestatari. Mașina s-a oprit într-o altă mașină parcată în zona, mașina care la rândul său a lovit un monovolum parcat. După impact, Fields a bagat mașina în marșarier și a părăsit zona. O persoană și-a pierdut viața și alte 19 au avut nevoie de îngrijiri medicale; poliția a considerat acest fapt drept unul premeditat.
Atacul a avut loc lângă un mall, la patru străzi distanță de Parcul Emancipation (38°01′46.17″N 78°28′46.29″V / 38.0294917°N 78.4795250°V). Heather D. Heyer, un paralegal din Charlottesville în vârstă de 32 de ani, a fost rănită mortal, decesul fiind pronunțat la Spitalul Universitar din Virginia. Montajul înregistrat de Brennan Gilmore la fața locului prezintă un Dodge Challenger, model 2010, de culoare gri care intră în viteză în mulțime. Momentul în care mașina intra în protestatari a fost surprins pe camere de trecători și de o dronă. Un fotograf prezent la fața locului a precizat că mașina „a zdrobit sedanul și apoi monovolumul. Erau persoane aruncate în aer. Oamenii erau înspăimântați și urlau”. Conform The Guardian, trecătorii au declarat că „atacul a fost fără discuție unul violent”. Din cei 19 supraviețuitori, spitalul a precizat că cinci erau inițial în stare critică. Până la 14 august, zece pacienți au fost lăsați să plece în timp ce ceilalți nouă pacienți erau în stare bună.

### Heather Heyer
Heather Danielle Hayer (29 mai 1985 - 12 august 2017) a fost singura persoană care și-a pierdut viața în urma atacului.
Heyer a crescut în Ruckersville, Virginia, și a absolvit Liceul Monroe din Stanardsville, Virginia. A lucrat ca barmaniță și ospătăriță. A fost angajată de Alfred A. Wilson, administrator în Miller Law Group în Charlottesville; acesta a angajat-o la recomandarea unui prieten, cu toate că nu avea pregătire în drept.
Prietenii acesteia o descriau drept o „susținătoare pasionată a celor lipsiți de drepturi”, o persoană care „a luptat împotriva inegalităților” și care „le cerea colegilor de serviciu să fie activi în propria comunitate”. Era cunoscută drept o susținătoare a mișcării Black Lives Matter.
Heyer a considerat că protestul în cadrul Unite the Right ar fi mult prea periculos, însă în noaptea de dinaintea protestelor, Heyer s-a simțit obligată să participe.
Mama sa a declarat că își dorește ca numele lui Heather să fie asociat cu „o chemare la justiție, egalitate, dreptate și compasiune”. Evenimentul dedicat lui Hayer a fost organizat la Teatrul Paramount din Charlottesville pe 16 august; mama lui Heyer a susținut un discurs în fața a sute de persoane cărora le-a cerut să o cinstească pe fiica sa prin implicarea în lupta împotriva nedreptății.

### Arestarea lui James Alex Fields Jr.
La scurt timp după coliziune, James Alex Fields Jr, un tânăr de 20 de ani din Ohio, simpatizant al Germaniei Naziste încă din timpul liceului, a fost arestat și acuzate de crimă de gradul al II-lea.
Fields a fost surprins de un fotograf în cadrul marșului Unite the Right unde era înarmat cu un scut cu emblema Vanguard America, o organizație supremațistă Liderii organizației au declarat ulterior că acesta nu era membru, iar „scutul nu denotă apartenența la grup” deoarece acestea erau „distribuite tuturor celor prezenți la manifestație”. Pe 14 august, cererea de eliberare pe cauțiune i-a fost respinsă. Este închis în închisoarea regională Albemarle-Charlottesville.

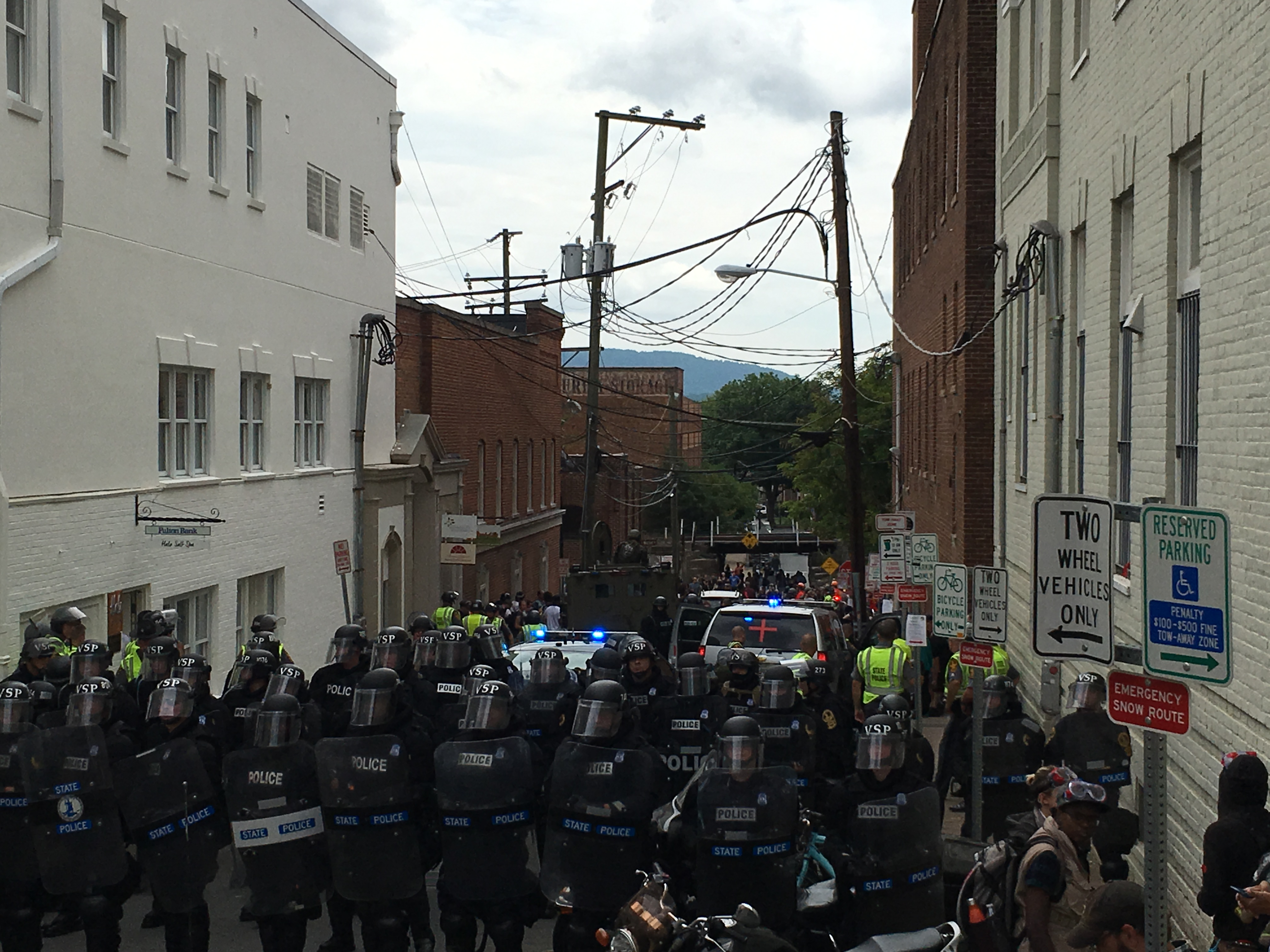
Forțele de ordine blocând accesul către zona în care a avut loc atacul.

H.R.McMaster, consilier pe probleme de securitate națională, și alți senatori au descris atacul drept un act de terorism domestic. În noaptea de 12 august, procurorul general Jeff Sessions a declarat că Departamentul de Justiție va deschide o investigație. Ulterior, Sessions a declarat că atacul poate fi clasificat drept „terorism domestic” și l-a caracterizat drept „inacceptabil”.
Concomitent, pagini pe site-ul GoFundMe au fost deschise pentru familia Heyer și cei răniți în accident; cea din urmă a fost organizată de copreședintele Democratic Socialists of America. UVA Health Foundation a deschis un cont dedicat cheltuielile medicale ale „pacienților răniți și afectați de violența din comunitate din Centru Medical UVA și Spitalul Sentara și Martha Jefferson”.
Doi șoferi răniți în atac au dat în judecată organizatorii evenimentului și pe atacator.

### Ancheta
Fields a fost acuzat de crimă de gradul al II-lea, 3 cazuri de vătămare corporală gravă și fugă de la locul accidentului. Pe 18 august, Fields a fost acuzat de încă 3 cazuri de vătămare corporală gravă și de două cazuri de vătămare corporală. Pe 14 decembrie, crima săvârșită a fost trecută la crimă de gradul întâi. Filmările depuse la dosar în vederea susținerii acuzaților cuprindeau un video din bucătăria restaurantului italian Red Pump și un montaj aerian realizat de elicopterul poliției statale. Ambele au fost sigilate de procurorul principal. Videoclipul aerian a fost realizat de același elicopter care avea să se prăbușească mai târziu.
Pe ianuarie 2018, a avut loc o audiere în care s-a stabilit data de 26 noiembrie 2018, ca fiind data la care va începe procesul lui Field. Se preconizează că procesul va dura trei săptămâni.
Pe 27 iunie 2018, Fields a fost acuzat de numeroase crime federale de incitare la ură, inclusiv cea care a condus la moartea lui Heather Heyer, și alte 28 de crime de incitare la ură care „au cauzat vătămări corporale”, făcându-se referire la cei care au fost răniți în urma atacului.

## Cazul DeAndre Harris
Șase persoane necunoscute l-au asaltat pe DeAndre Harris într-o parcare etajată în ziua manifestației. În 2017, trei bărbați au fost arestați în calitate de suspecți: Daniel P. Borden din Manson, Ohio; Alex Michael Ramons din Georgia și Jacob Scott Goodwin din Ward, Akansas. Aceștia au fost identificați de către investigatorii voluntari din mediul online. Toți au fost acuzați de vătămare corporală. Pe 1 mai 2018, Goodwin a fost condamnat de un juriu din Charlottesville care a cerut ca acesta să fie condamnat la 10 ani de închisoare și la plata unei amenzi în valoare de 20.000$. Pe 3 mai 2018, Ramos a fost condamnat la 6 ani de închisoare pentru vătămare corporală, iar Borden a pledat vinovat pe 22 mai. Acesta va primi verdictul pe 1 octombrie 2018.
În ianuarie 2018, un al patrulea bărbat, Tyler Watkins Davis, din statul Florida, a fost arestat și acuzat de vătămare corporală în cazul lui Harris; a fost extrădat în Virginia unde urmează să fie judecat începând cu luna septembrie.

### Acuzarea și achitarea lui Harris
Într-o mișcare care a surprins atât activiștii, cât și departamentul de poliție din Charlottesville, Merlyn Goeschl, un judecător local, a semnat un mandat de arestare fără consultarea poliției locale pe 9 octombrie 2017, pe numele lui DeAndre Harris. Acesta era acuzat de acte de violență fizică, statutul delictului fiind modificat ulteiror. Harris, bărbat afro-american, a fost atacat brutal în interiorul unei parcări etajate de pe Strada Marker în Charlottesville în ziua evenimentului de către șase bărbați înarmați cu țevi de metal și plăci de lemn. Ca urmare a atacului, Harris a fost rănit în zona capului și la coloana vertebrală.
Harris a fost acuzat de Harold Crews, directorul grupului supremațist League of the South, că el a inițiat atacul, iar naționaliștii au acționat în legitimă apărare. Goeschl a redactat mandatul în baza declarațiilor lui Crews. Videoclipurile filmate în ziua respectivă portretizează încercarea lui Crews de a ataca un alt contraprotestatar afro-american, Corey Long, cu ajutorul lăncii drapelului. Acesta din urmă l-a atacat cu lanterna din dotare.
Harris a fost eliberat pe cauțiune după ce s-a predat polițiștilor din Charlottesville. În martie 2018, un alt judecător l-a achitat pe acesta în baza dovezilor care demonstrau că de fapt el a încercat să-și apare prietenul care era atacat de Crews.

### Reacții
Într-un interviu cu The Washington Post, Shaun King a declarat că este dezgustat de sistemul juridic care a pus sub acuzare una din primele victime ale protestului din acea zi în timp persoanele care acționau extrem de agresiv nu au primit același tratament. „Naționaliștii sărbătoresc online arestarea lui Harris. O consideră o victorie.”
Pe 10 ianuarie 2018, judecătorul Robert Downer a modificat statutul dosarului și capetele de acuzare, Harris fiind vinovat doar de înfracțiunea de atac, fapt care nu se pedepsește cu închisoarea. Pe 16  martie, acesta a fost găsit nevinovat de atac de același judecător. O recenzie independentă de 207 pagini - realizată la cererea consiliului local al Charlottesville și pregătită de Timothy J. Heaphy - a fost publicată pe 1 decembrie 2017.
Raportul a evaluat „reacțial consiliului la cele trei evenimente organizate de supremaciștii albi în oraș” în decursul anului 2017. Vinovați pentru majoritatea faptelor întâmplate erau angajații Departamentului de Poliție din Charlottesville, însă și acțiunile „Consiliului Local al orașului, avocatului local și statal, Universității din Virginia și Poliției Statale din Virginia” erau criticate. Raportul a concluzionat că „aproape tot ce putea merge prost a mers prost”. Poliția statală a primit ordin prin care Parcul Emancipation trebuia să fie protejat fără să se implice în „dezastrul de pe Strada Market”. La scurt timp după publicarea acestui raport despre marșul naționaliștilor, Șeful Poliției din Charlottesville, Alfred Thomas, a demisionat.

## Interveniții străine
Conform unei surse FBI, Tom Garrett, membru din  statul Virginia al Camerei Reprezentanților, a declarat că implicarea agenților ruși a contribuit la escaladarea violențelor în cadrul manifestației.

## Reacții

### Critici la adresa forțelor de ordine

#### Criticile ACLU, raportul ProPublica și răspunsurile reprezentanților

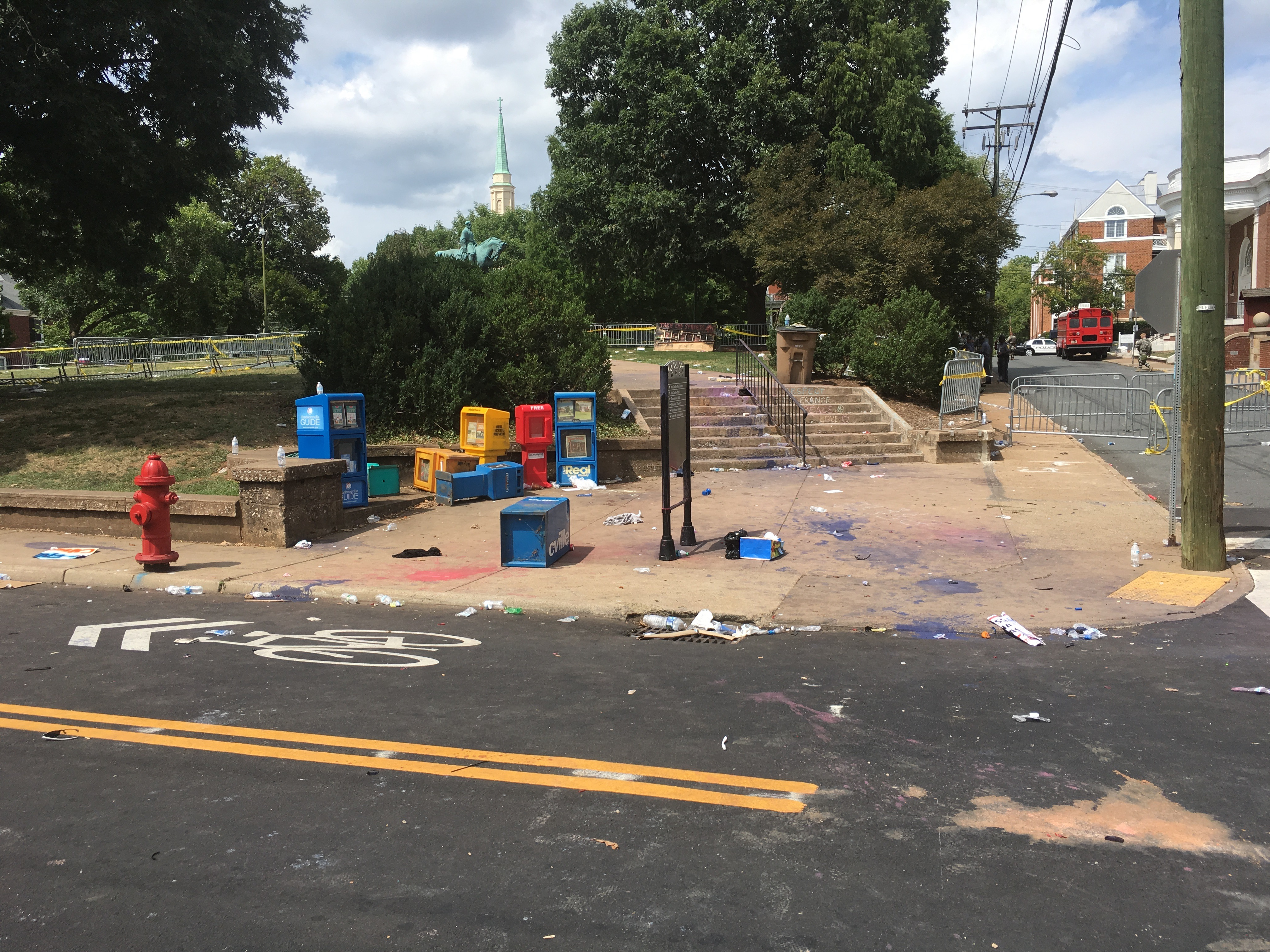
Zonă din apropierea Parcului Emancipation după evacuare.

Ca urmare a evenimentelor din cadrul marșului, unii au criticat poliția care nu a reușit să controleze protestul. Claire Gastañaga, director executiv al Virginia ACLU, a afirmat că „Situația putea fi prevenită”, iar procesul ACLU, în urma căruia curtea federală a autorizat manifestația, nu a dus la escaladarea conflictelor. Gastañaga a redactat următoarele: „Lipsa oricăror tentative de despărțire a protestatarilor și contraprotestatarilor a contribuit la creșterea violențelor. [Poliția] nu a reacționat. De fapt, forțele de ordine așteptau pasiv producerea unor acțiuni violente în baza cărora să declare stare de urgență, să declare evenimentul ca fiind „ilegal” și să evacueze zona”.
Pe 12 august, investigatorii organizației ProPublica au publicat un articol în care se menționa că polițiștii statali și locali „în echipament de protecție stăteau și priveau de dincolo de baricade”; aceștia le-au permis „supremaciștilor albi și contraprotestatarilor să recurgă la violență fizică”. A.C. Thompson a declarat că polițiștii au fost martori pasivi la momentul în care un grup de supremaciști au înconjurat un grup de contraprotestatari, majoritatea oameni în vârstă, care s-au întâlnit în apropierea bisericii. Aceștia i-au atacat pe „fără milă pe dușmanii lor ideologici”. În conflict, una dintre femei a fost trântită la pământ și a început să sângereze în zona capului.
Funcționarii Virginia au apărat acțiunile poliției. Guvernatorul Terry McAuliffe a declarat că forțele de ordine au făcut „o treabă minunată” și a menționat că „Din păcate, am fost dați în judecată de ACLU, iar judecătorul nu ne-a dat câștig de cauză. Marșul n-ar fi trebuit organizat în centrul orașului.[...] Trebuie să facem o treabă mai bună în sistemul judiciar. Trebuie să asculte opinia funcționarilor locali. ... Nu-mi convine că evenimentul nu a fost mutat în Parcul McIntire unde consiliul Charlottesville a cerut”.
Șeful Poliției din Charlottesville, Al Thomas, a declarat că deși „există regrete” cu privire la unele chestiuni planificate, forțele de ordine au încercat să separe protestatarii, însă nu au reușit deoarece participanții nu au respectat planul poliției de a intra în Parcul Emancipation printr-un loc desemnat. „Am planificat să-i de aducem prin spatele parcului. Aceștia și-au dat acordul. Au început să intre în parc prin diferite locuri din jurul acestuia.” Thomas a mai  precizat că: „De asemenea, au părăsit parcul de multe ori, intrând în zonele dedicate contraprotestatarilor[...]”. Thomas a negat afirmațiile filialei ACLU din Virginia care a declarat că poliției i s-a ordonat să nu intervină și să nu realizeze aresturi: „Nu au existat  comenzi din partea mea sau a altor comandanți care cereau ignorarea evenimentelor” și au „existat o serie de altercații unde forțele de ordine au intervenit”.

#### Raportul Heaphy
În urma protestului și criticilor la adresa poliției, consiliul orașului Charlottesville l-a angajat pe Thimothy J. Heaphy, fost avocat al Districtului Vestic din Virginia, să realizeze o recenzie independentă a marșului „Unite the Right” și a altor două evenimente supremațiste care au avut loc în oraș. Funcționarii locali le-au „cerut locuitorilor să depună mărturii legalte de crimele care au fost trecute cu vederea”.
Pe 1 decembrie, Heaphy și firma sa de avocatură, Hunton & Williams LLP, au publicat raportul final. Acesta era extrem de critici față de modalitatea în care consiliul local a tratat protestul. Raportul a descoperit că Departamentul de Poliție din Charlottesville nu a fost suficient de pregătit pentru eveniment, avea un plan slab de intervenție, iar antrenamentul polițiștilor lăsa de dorit. Concomitent, raportul a criticat acțiunile consiliului local, a avocaților locali și statali, a Universității din Virginia și a Poliției Statale Virginia. Concluziile raportului erau următoarele:
- Forțele de ordine nu au reușit să pună capăt conflictelor sau să aibă un rol activ în prevenirea acestora și li s-a adus la cunoștință să intervină doar în caz de „violențe extreme”. Acestă decizie a reprezentant „o eroare tactică monumentală cu consecințe reale și durabile”.[213][214] Superiorii polițiștilor erau vinovați de conceperea unui plan inaplicabil din cauza căruia siguranța polițiștilor a primat asupra siguranței publice.[215]
- Poliția Charlottesville și cea statală nu au reușit să lucreze în echipă și nici măcar nu au utilizat același canal radio.[213]
- Reprezentanții Universității din Virginia erau conștienți de marșul cu torțe tiki al naționaliștilor, însă „nu au luat măsuri de separare a grupurilor sau de prevenire la actelor violente”.[216]

### Răspunsul organizatorilor
În ziua de 13 august, organizatorul Unite the Right, Jason Kessler, a încercat să susțină o conferință de presă în fața consiliului local al Charlottesville, însă a fost obligat să abandoneze zona după ce a fost atacat de o mulțime furioasă. Poliția intervenit și l-au escortat pe acesta din zonă. Sute de oameni au strigat „rușine” și „pronunță-i numele” (cu referire la Heather Heyer, femeia ucisă cu o zi în urmă). Înainte de a-și încheia scurta conferință de presă, Kessler a declarat următoarele: „Nu sunt de acord cu violența politică și întâmplarea de ieri a fost tragică”. Ulterior, acesta a postat videoclipur online în care blama consiliul orașului pentru violență și moartea lui Heyer. O persoană a fost preluată de poliție după ce l-ar fi scuipat pe Kessler în timpul conferinței de presă.
La o zi după protest, David Duke a declarat în cadrul unui interviu că evenimentele reprezintă „un punct de cotitură pentru cetățenii acestei țări. Suntem determinați să ne luăm țara înapoi. Vom îndeplini promisiunile lui Donald Trump”. Ca urmare a comentariilor inițiale ale președintelui, Duke a postat pe contul de Twitter: „Mulțimesc Președinte Trump pentru onestitatea & curajul de a spune adevărul despre #Charlottesville & a condamna teroriștii de stânga din BLM/Antifa”.

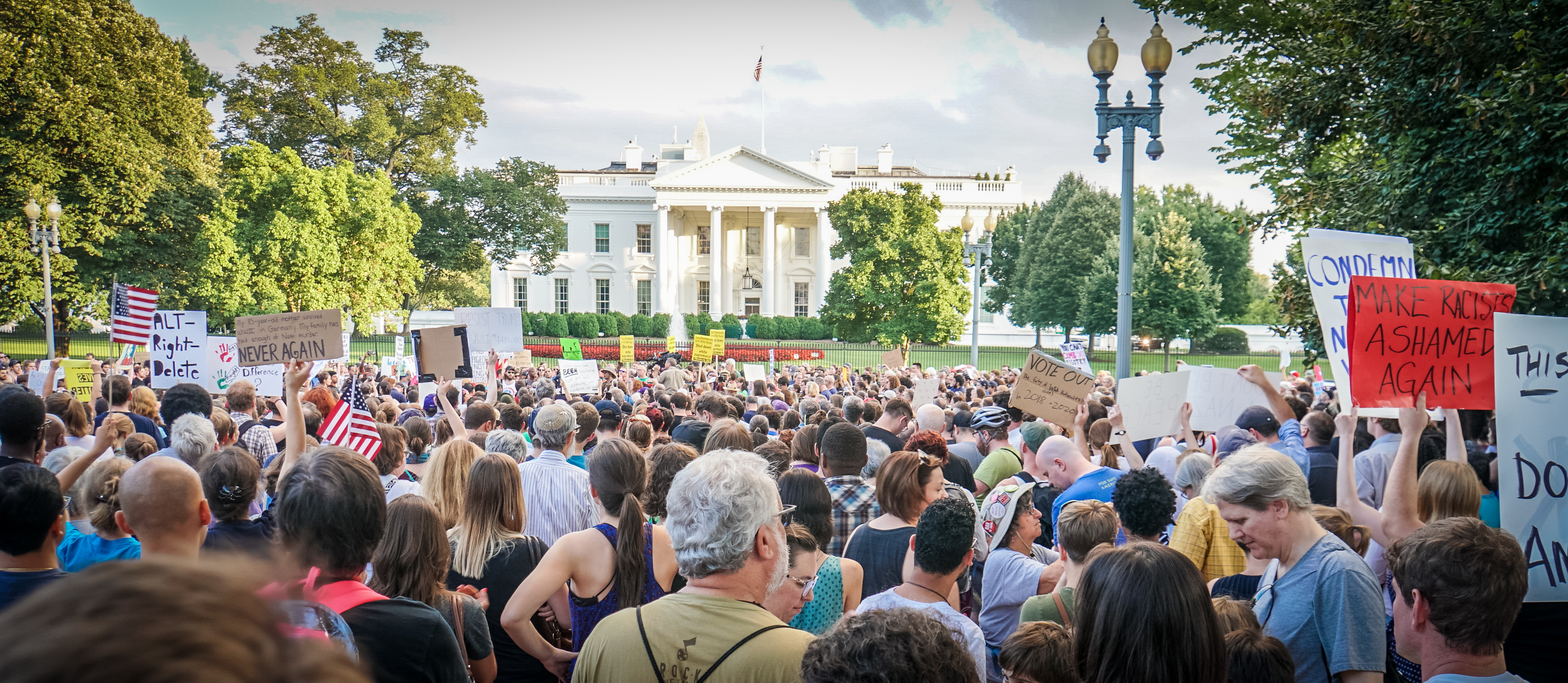
Protest în fața Casei Albe la o zi după evenimentele din Charlottesville.

Richard Spencer, care urma să susțină un discurs la evenimentul Unite the Right, a declarat că nu este responsabil pentru violență, iar responsabilitatea cade pe umerii contraprotestatarilor și a forțele de ordine.

### Priveghiuri și proteste
Pe 13 august, numeroase grupuri au organizat priveghiuri și demonstrații în câteva orașe din întreaga țară. Diverse motive au stat în spatele acestor manifestații: susținerea antifasciștilor, susținerea planului de îndepărtare a monumentelor confederate, denunțarea fascismului și a declarațiilor făcute de președintele Statelor Unite.
În Brooklyn, demonstranții din cadrul marșului „Peace and Sanity” au luat parte la discursuri susținute de Letitia James și Scott Stringer. În Los Angeles, sute de persoane s-au adunat în fața primăriei unde au condamnat violențele naționaliștilor și i-au comemorat pe cei care și-au pierdut viața.
Mii de protestatari anti-Trump au mărșăluit în jurul Trump Tower; aceștia strigau sloganuri precum „Shame, shame shame!” (ro: Rușine, rușine, rușine”) și „Lock Him Up”” (ro: Închideți-l!). susținătorii lui Trump au fluturat steaguri americane și au strigat „Make America White Again” (ro: Să facem America albă din nou).
Confruntările au continuat și în ziua de 15 august când contraprotestatarii i-au cerut unui bărbat din Carolina de Nord îmbrăcat într-o uniformă confederată și înarmat cu o pușcă semiautomată să părăsească parcul. Poliția l-a escortat pe acesta până la mașina sa.

### Reacții în mediul online

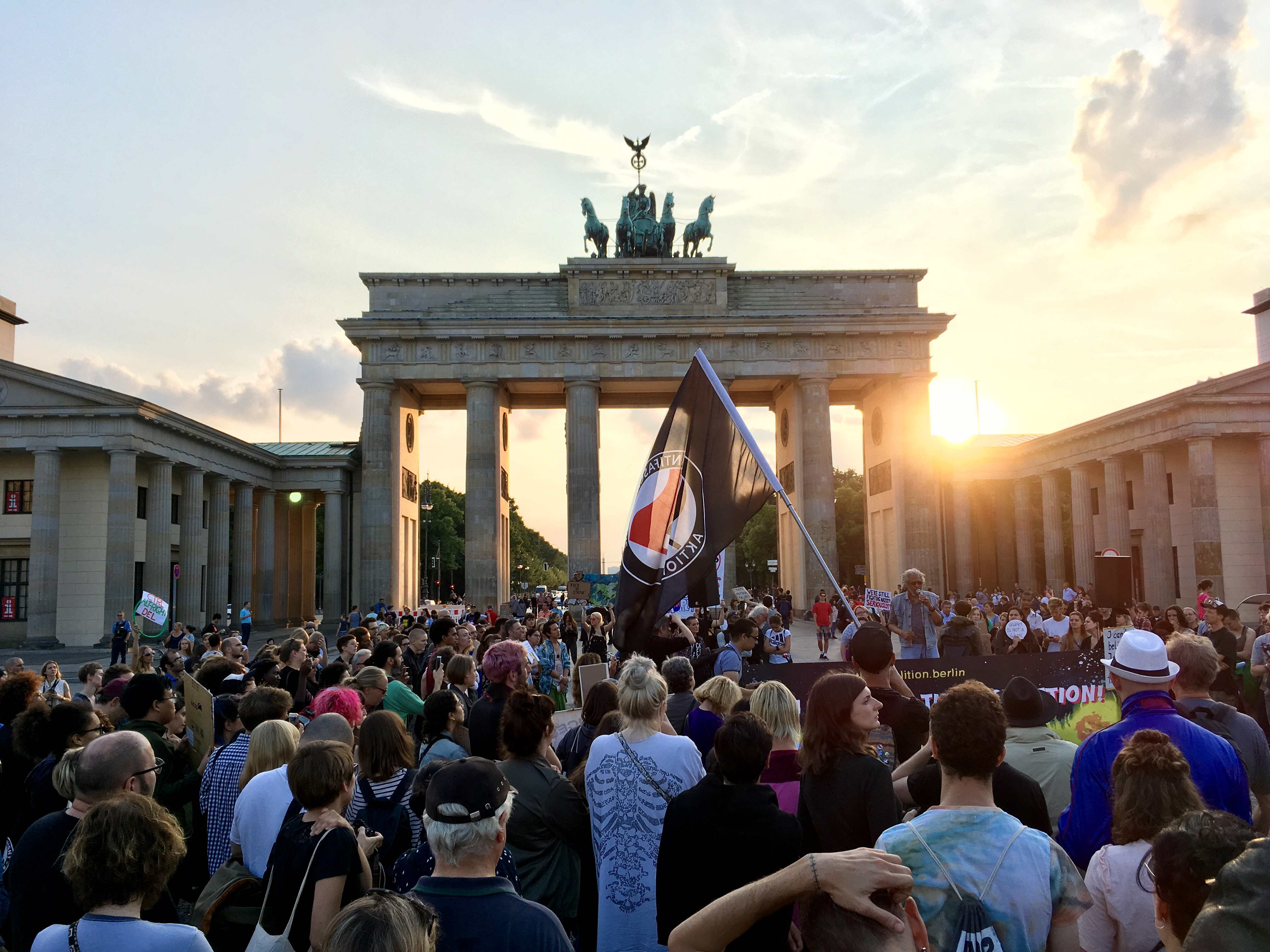
Proteste în Berlin ca urmare a marșului Unite the Right.

GoDaddy, companie de înregistrare domenii și găzduire web le-au cerut proprietarilor The Daily Stormer să-și găsească alt furnizor după ce Andrew Anglin a descris atacul lui Fields în termeni peiorativi. The Daily Stormer s-a mutat pe Google Domains pe 14 august. Aceștia le-au anulat înregistrarea site-ului pentru încălcarea termenilor de utilizare la doar 3 ore după înregistare.
PayPal a suspendat conturile grupurilor de extremă-dreapta pe care activau o parte din organizatorii marșului pe motiv că aceștia încălcau termenii de utilizare, sumele fiind utilizare în „activitățile care provoacă ura, violența sau intoleranța rasială”.
Grupul Anonymous a închis mai multe site-uri asociate Ku Klux Klanului și grupurilor neonaziste în perioada de după proteste. În același timp, un server Discord, cunoscut ca fiind frecventat de adepții alt-right, a fost spart de hackeri.
Înainte de publicarea datelor atacatorului din 12 august, a existat o campanie online a organizațiilor de extremă-dreapta de identificare a șoferului cu scopul de a demonstra că acesta nu a fost motivat politic și de a învinovăți tabăra opusă. Aceștia au identificat greșit o persoană care, alături de familia sa, a trebuit să-și părăsească casa la recomandarea poliției după ce a primit numeroase amenințări cu moartea. Familia i-a dat în judecată pe cei din GotNews și pe redactorul Charles C. Johnson pentru defăimare; aceștia i-au plătit reclamantului aproape 30.000$ în 2018. Alte persoane din sfera „alt-right” care au promovat afirmații false își așteaptă verdictul.
Pe Twitter, un grup de utilizatori au identificat cu ajutorul fotografiilor participanți supremaciști prezenți marșul Unite the Right; acțiunea a dus la publicarea a cel puțin nouă nume. După ce a fost identificat ca participant, unul dintre indivizi și-a dat demisia. A existat cel puțin un caz de identificare greșită; un profesor de inginerie din cadrul Universității din Arkansas a primit mesaje cu amenințări pe contul de Twitter după ce a fost confundat cu un participant care purta un tricou cu textul „Arkansas Engineering”.
Un scurt metraj produs de Departamentul de Război din Statele Unite în 1943 intitulat Don't Be a Sucker a fost descoperit de către „un nou public” și a devenit viral.
Conform jurnalistei Angela Nagle, subculturile Troll de pe site-uri precum 4Chan sau Tumblr au suferit modificări ca urmare a manifestației, o mare parte din adepți nefiind de acord cu cele întâmplate.

### Reacții în mediul politic

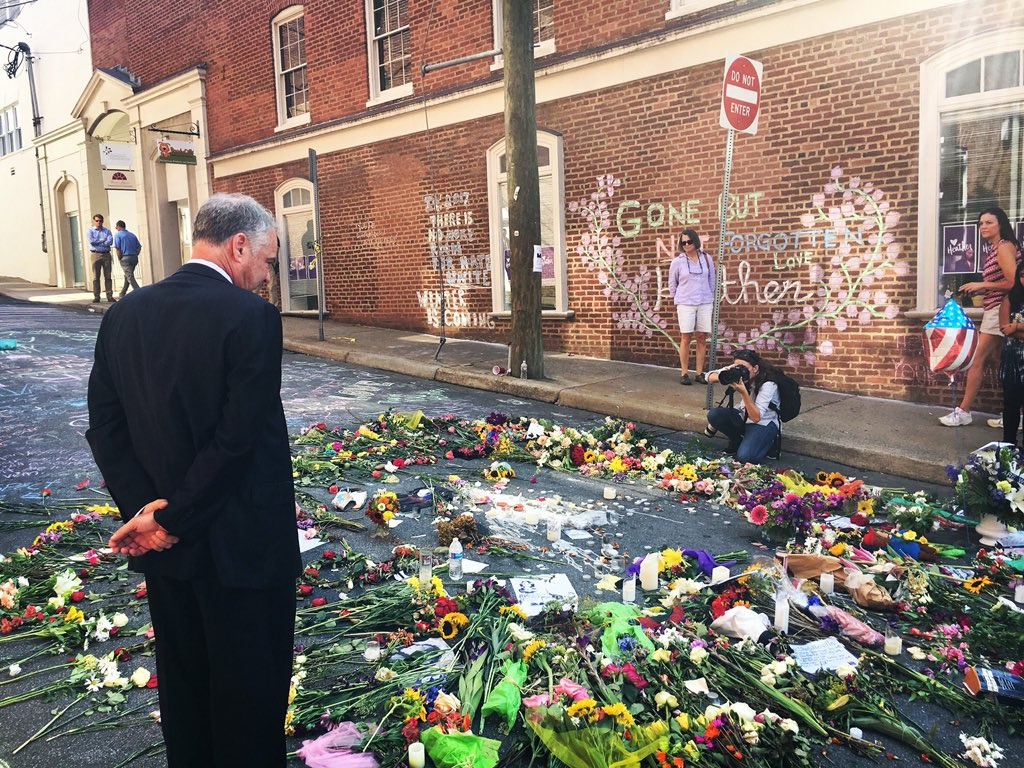
Senatorul TIm Kaine inspectând locul în care Heyer a fost ucisă.

Înainte de începerea protestului, senatorul statului Virginia, Tim Kaine, și-a exprimat susținerea față de libertatea cuvântului, însă a condamnat marșul.
După încheierea protestului, guvernatorul Terry McAuliffe s-a adresat în mod direct participanților: „Am un mesaj pentru toți supremaciștii albi și naziștii care au venit azi în Charlottesville. Mesajul nostru este simplu. Mergeți acasă ... Nu sunteți bine veniți în acestă comunitate”. Signer și-a declarat dezgustul față de prezența supremaciștilor în propriul său oraș și l-a acuzat pe Donald Trump că a contribuit la inflamarea tensiunilor rasiale în timpul campaniei sale prezidențiale din 2016.
Directorul University of Virginia Center for Politics, Larry J. Sabato, martor al marșului din 11 august, a declarat următoarele: „Sper ca oamenii să nu-l scoată din context și să înțeleagă că nu aveam control asupra indivizilor care l-au organizat și nici asupra persoanelor care au luat parte la acesta.[...] Am fost martor al răutății pure”.
Primarul Atlanta, Kasim Reed, a cerut arborarea steagului la jumătatea catargului și a declarat că este în favoarea redenumirii Confederate Avenue.
Cancelarul Angela Merkel a declarat că împotriva violenței de extremă-dreapta trebuie luate măsuri, indiferent de locul în care au loc. Ministrul Justiției din Germania, Heiko Mass, a condamnat violența, antisemitismul și rasismul neonaziștilor prezent la protest.
În interviul cu Robert Kuttner, Steve Bannon a numit extrema-dreaptă „irelevantă” după ce Kuttner l-a întrebat despre „naționalismul alb înglobat de violența rasistă din Charlottesville și ezitarea lui Trump de a-l condamna”. Banon a declarat că „Naționalismul etnic este pentru fraieri. Este un element marginal. Cred că mass-media îl utilizează prea mult și trebuie să-l distrugem, știi tu [...]Oamenii aștia sunt o adunătură de clovni”.

### Reacții din partea instituțiilor religioase
Secretarul World Council of Churchers, Olav Fykse Tveit, a declarat că „teroarea și violența îndreptată împotriva pacifiștilor în Charlottesville trebuie condamnată de toți ... Suntem mândri de conducerea morală a clerului și a credincioșilor care luptă împotriva unei astfel de promovări a rasismului și supremațismului alb”.
Biserica Prezbiteriană (U.S.A.), United Methodist Church,  Evangelical Lutheran Church in America, Orthodox Church in America, toate membre ale World Council of Churchers, au condamnat individual marșul Unite the Right și ideologia rasistă din spatele acestuia. Același lucru l-au făcut și Biserica lui Isus Hristos a Sfinților din Zilele din Urmă și Biserica Catolică.
Rabbinical Council of America, Rabbinical Assembly and United Synagogue of Conservative Judaism, and Union for Reform Judaism, reprezentanți ai evreilor ortodocși, conservatori și reformați, au condamnat în termeni duri violențele din Charlottesville. 

### Reacții în mediul academic
Conform istoricului Kevin M. Kruse din cadrul Universității Princeton, nu este pentru prima dată când se realizează o „falsă echivalență” între cele două „părți”. Kruse menționează că politicienii segregaționiști i-au considerat pe supremaciștii albi egali ai mișcării pentru drepturile civile, condamnând atât Ku Klux Klanul, cât și NAACP. Mai mulți istorici au pus sub semnul întrebării sugestia lui Trump că după ce monumentele confederate vor fi eliminate, vor urma statuile lui George Washington și Thomas Jefferson. Istoricul Annette Gordon-Reed a precizat că deși imperfecți, Washington și Jefferson au contribuit la crearea Statelor Unite în timp ce personalități din armata confederată precum Robert E. Lee și Jefferson Davis sunt cunoscuți datorită faptului că au luptat împotriva Statelor Unite pentru dreptul de a deține sclavi.
Unii istorici precizează că s-a luat în considerare mutarea acestora monumente în muzee unde pot fi expuse în context.
Antifa a fost criticată de lingvistul Noam Chomsky. Acesta a descris gruparea ca fiind „o mică fracțiune la periferia stângii [și] un adevărat cadou pentru dreaptă, în special pentru cea militantă[...]”.

### Declarațiile președintelui

#### Prima declarație
Remarcile președintelui Donald Trump cu privire la evenimentele din Charlottesville de pe 12 august au apărut la aproape două ore după atacul lui Fields. Acesta a declarat din casa sa de vacanță din Bedminster, New Jersey că „Trebuie să fim uniți și să condamnăm toată ura. Nu vom tolera în America astfel de violențe. Haideți să fim uniți!”. Acesta a mai precizat că „condamnă în cei mai duri termeni acestă manifestare șocantă de ură, bigotism și violență de partea ambelor părți”. Trump a mai adăugat că „este vitală reinstaurarea urgentă a legii și ordinii”.
Purtătorul de cuvânt al președintelui a publicat addendă pe 13 august în care se menționau următoarele: „Președintele a afirmat cu tărie în declarația de ieri că condamnă toate formele de violență, bigotism și ură. Bineînțeles că asta îi include pe supremaciștii albi, pe neonaziștii KKK și pe toate grupurile extremiste. Acesta a făcut apel la solidaritate națională și la coeziune între toți americanii” (Declarația a fost republicată după ce prima variantă oferită mass-mediei conținea termenul de „nepotnazist” în loc de „neonazist”).
Remarca lui Trump cu privire la violența „ambelor părți” a fost critica de către unii membri ai Congresului, atât democrați, cât și republicani.
În timp ce membrii ambelor partide au condamnat violența și ura naționaliștilor albi, neonaziștilor și activiștilor alt-right, The New York Times a precizat că Trump „a fost singura personalitate publică care a învinovățit ambele părți pentru ura, bigotismul și violența în urma cărora o persoană și-a pierdut viața”. S-a raportat că decizia ar fi venit din partea lui Steve Bannon.
Organizația Congressional Black Caucus a deplâns falsa echivalență realizată de Trump și a declarat că „Supremațismul alb este de vină”. Justin Amash, membru al Camerei Reprezentanților, și senatorii Cory Gardner, Jeff Flake, Orrin Hatch și Marco Rubin i-au cerut lui Trump să-i condamne pe supremaciști și pe neonaziști; într-o postare publicată pe Twitter, Gardner i-a cerut președintelui să-i condamne pe protestatari. Mark Herring, procurorul general al Virginiei, a declarat că „Violența, haosul și pierderea de vieți omenești din Charlottesville nu este vina „ambelor părți”. Este vina rasiștilor și a supremaciștilor albi”.
Senatorul Cory Gardner a numit evenimentele drept „acte de terorism domestic”, iar senatorul republican Ted Cruz a publicat pe Facebook mesajul că „Naziștii, KKK și supremaciștii albi sunt ostili și periculoși; toți avem obligația morală de a condamna minciunile, bigotismul, antisemitismul și ura pe care aceștia o propagă[...].”
Fostul lider al organizației Ku Klux Klan, David Duke, a precizat că Donald Trump ar trebui „să se uite în oglindă și să-și reamintească că americanii albi l-au făcut președinte și nu stânga radicală”. Alți supremaciști și neonaziști nu au comentat negativ remarcilor lui Trump. 
Organizația NAACP a publicat declarație în care precizau că deși acceptă și apreciază afirmațiile lui Donald Trump, aceștia doresc ca președintele să-l concedieze pe Steve Bannon, un cunoscut lider al supremaciștilor albi, din echipa sa de consilieri. Declarație îi descrie pe Bannon drept „un simbol al naționalismului alb” care „stimulează acel sentiment” prin poziția sa curentă din Casa Albă.
Concomitent, politologul Larry Sabato, dramaturgul Beau Willimon, jurnalistul conservator David A. Frenc, politicienii Ted Lieu și Nancy Pelosi au cerut concedierea lui Bannon. Doi foști avocați guvernamentali, Vaita Gupta și Richard Painter, asociați ai administrației Obama și W. Bush, au cerut concedierea lui Bannon și a lui Sebastian Gorka.
Steven Bannon a fost concediat pe 18 august; Gorka a fost concediat pe 25 august ca urmare a disputelor cu ceilalți membri ai staffului. Bill Pascrell, membru al Camerei Reprezentanților, i-a cerut lui Donald Trump să-l concedieze și pe Stephen Miller pe motiv că ar avea legături naționaliste.

#### Cea de-a doua declarație
Pe 14 august, Donald Trump a transmis din Casa Albă o a doua declarație cu privire la evenimentele din Charlottesville:
Tuturor celor care au săvârșit fapte criminale în violențele din acesta weekend, veți fi trași la răspundere. Se va face dreptate. [...] Rasismul este rău. Iar cei care provoacă acte violente în numele acestuia sunt criminali și huligani, inclusiv KKK-ul, neonaziștii, supremaciștii albi și toate grupurile care incită la ură; faptele acestora sunt incompatibile cu tot ce iubim noi americanii.
Trump nu și-a dorit să elaboreze o a doua declarație, considerând-o pe prima ca fiind corespunzătoare, însă a fost convins de către Directorul Staffului de la Casa Albă, John F. Kelly.
Richard Spencer a caracterizat cea de-a doua declarație drept „fără conținut” și a menționat că nu consideră că Trump a denunțat mișcare alt-right sau naționalismul alb. Senatorul statului Carolina de Sud, Tim Scott, a declarat că afirmațiile președintelui au venit prea târziu. Redactorii The Los Angeles Times au caractertizat în același mod intervenția lui Trump.
Trump a publicat ulterior un mesaj pe contul de Twitter în care descria presa nemulțumită de declarațiile sale ca fiind „fake news”.

## Urmări

### Cheltuieli financiare
Comitatul Albemarie, orașul Charlottesville, Universitatea Virginia și centrul său medical au suportat cheltuielile intervențiilor (540.000$) atât în cazul manifestației Ku Klux Klan din iulie 2017, cât și în cazul Unite the Right din august 2017. Concomitent, Spitalul privat Sentara Martha Jefferson a cheltuit peste 59.000$.

### Îndepărtarea statuilor
Violențele din Charlottesville au contribuit la accelerarea procesului de îndepărtare a statuilor Confederate din numeroase orașe americane. În jur de douăzeci de monumente au fost îndepărtate. În Baltimore, cele patru statui confederate au fost îndepărtate în noaptea dintre 15 și 16 august. În Durham, Carolina de Nord, un grup de persoane au distrus o statuie situată în față vechiului Palat de Justiție din comitatul Durham; patru activiști au fost arestați și acuzați de distrugerea acesteia. De asemenea, alte trei statui confederate au fost îndepărtate din cadrul Universității Texas din Austin ca urmare a evenimentului din Charlottesville.
În Lexington, Kentucky, primarul Jim Gray le-a cerut membrilor consiliului local să aprobe mutarea celor două statui din palatul de justiție. Alte cereri asemănătoare au fost redactate în Jacksonville, Florida; Memphis, Tennessee și în alte localități.
O placă comemorativă inaugurată în 1957 de către United Daughters of the Confederacy în Montreal a fost îndepărtată după mai multe plângeri.

## Marșul aniversar din 2018

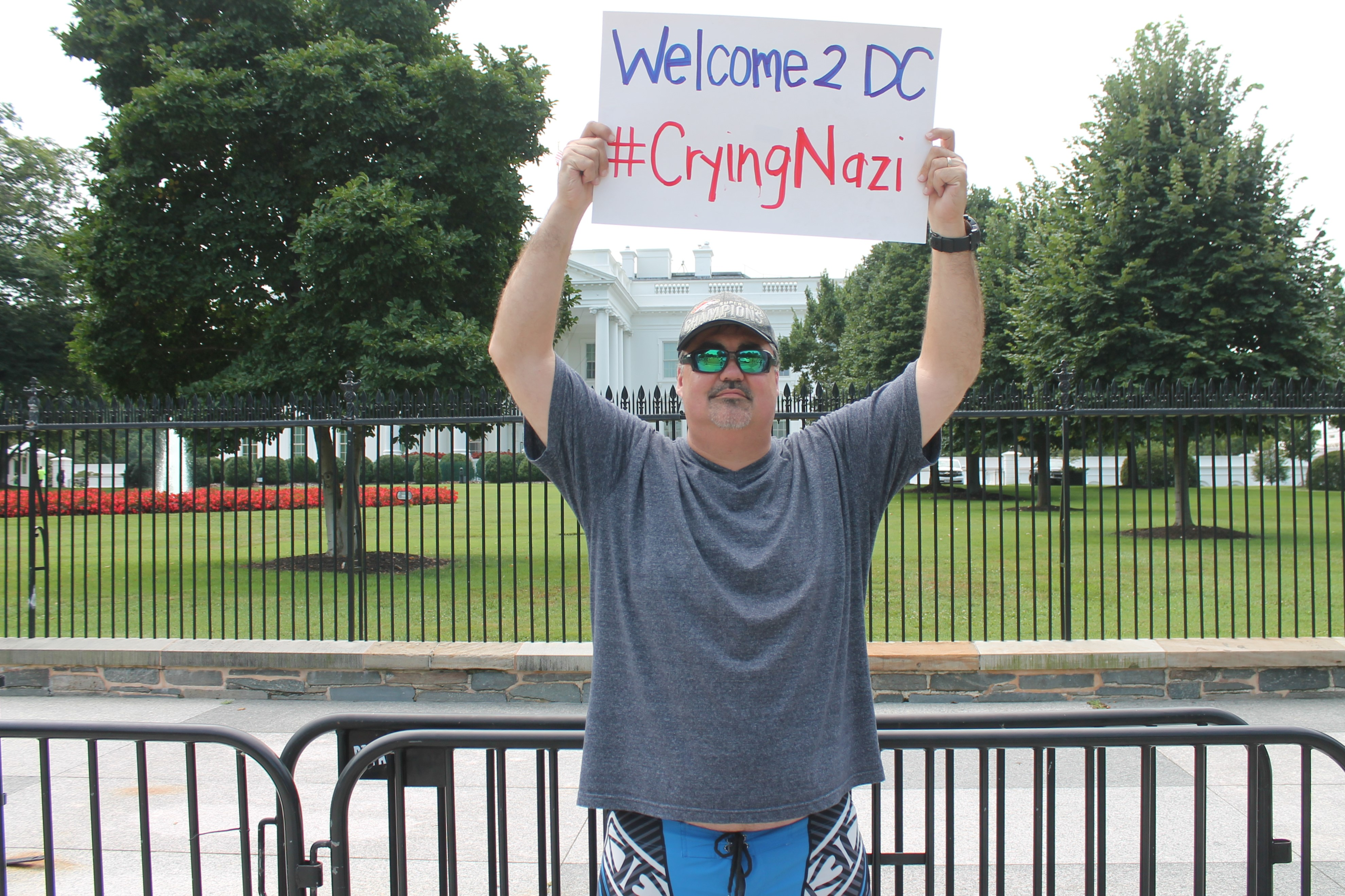
Contraprotestatar în fața Casei Albe pe 11 august 2018.

În noiembrie 2017, Jason Kessler, organizatorul marșului Unite the Right, a aplicat pentru obținerea autorizației de organizare a unui marș în Charlottesville în august 2018, la un an de la primul eveniment. În decembrie, 2017, consiliul i-a respins cererea pe motiv că cererea sa „subestimează cu siguranță numărul participanților” și că „nu există suficiente fonduri sau resurse care garantează că participanții la eveniment vor fi protejați de actele violente”. Deși Kessler a deschis un proces împotriva orașului, acesta și-a retras plângerea înainte ca funcționarii să ajungă la un verdict.
În iunie 2018, Jason Kessler a primit autorizația de organizare a marșului Unite the Right II pe data de 11 și 12 august din partea National Park Service. Marșul avea să fie organizat în Washington D.C. . O coaliție de 18 grupuri de activiști a plănuit organizarea de contraproteste în scopul anulării evenimentului.
Pe 31 iulie 2018, Facebook a anunțat că a șters o serie de conturi implicate în activități denaturate, unele având legătură cu organizarea unui contraprotest în D.C. la un an de la marșul din Charlottesville. Raporturile inițiale au expuse corelații între conturile șterse și Internet Research Agency, companie cu o sediul în Sankt Petersburg.

## În mass-media
- Echipa de marketing a jocului Wolfenstein II: The New Colossus a publicat un videoclip în care existau se făcea referire la evenimentele marșului.[328][329][330]
- Episodul White People Renovating Houses al serialului animat South Park a fost o parodie a evenimentelor din Charlottesville.[331]
- Melodia Like Home a rapperului Eminem face referire la Heather Heyer și la marșul din Charlottesville: „If we start from scratch like a scab for scars to heal/And band together for Charlottesville/And for Heather, fallen heroes”.[332]
- Cântărețul de muzică country, Jesse Dayton, a redactat o melodie intitulată „Charlottesville”.[333]
- Melodia The Perilous Night a celor de la Drive-by Truckers conține numeroase critici la adresa comentariilor lui Donald Trump și aluzii cu privire la evenimentele din 12 august.[334]
- Filmul BlacKkKlansman (2018) conține scene din cadrul evenimentului.[335]

### Videoclipuri
- Montaj TMZ
- Montaj AP
- Montaj ABC News filmat cu ajutorul unei drone
- Filmare realizată în momentul atacului